# Divizia 101 Aeropurtată
101st Airborne Division (Air Assault) („Screaming Eagles”) (în română: Divizia 101 Aeropurtată a Armatei SUA) este o divizie de infanterie ușoară a Armatei Statelor Unite, specializată în operațiuni de asalt aerian. Poate planifica, coordona și executa mai multe operațiuni de asalt aerian de dimensiunea unui batalion pentru a ocupa terenul. Aceste operațiuni pot fi conduse de echipe mobile care acoperă distanțe mari, luptă în spatele liniilor inamice și lucrează în medii austere cu infrastructură limitată sau degradată. Mobilitatea sa unică pe câmpul de luptă și nivelul înalt de pregătire au menținut-o în avangarda forțelor de luptă terestre americane în conflictele recente: de exemplu, operațiuni străine de apărare internă și de combatere a terorismului în Irak, în Afganistan în 2015–2016, și în Siria, ca parte a Operațiunii Inherent Resolve în 2018–2021.
Înființată în 1918, Divizia 101 a fost constituită pentru prima dată ca unitate aeropurtată în 1942. În timpul celui de-al Doilea Război Mondial, a câștigat un renume pentru rolul său în Operațiunea Overlord (aterizările din Ziua Z și aterizările aeriene pe 6 iunie 1944, în Normandia, Franța); Operațiunea Market Garden; eliberarea Olandei ; și acțiunea sa în timpul Bătăliei de la Bulge în jurul orașului Bastogne, Belgia. În timpul războiului din Vietnam, Divizia 101 aeriană a luptat în mai multe campanii și bătălii majore, inclusiv bătălia de la Hamburger Hill din mai 1969. La mijlocul anului 1968, divizia a fost reorganizată și redenumită ca divizie de desant aerian ; în 1974, ca divizie de asalt aerian. Titlurile reflectă trecerea diviziei de la avioane la elicoptere ca metodă principală de transport a trupelor în luptă.
La apogeul Războiul împotriva terorismului, Divizia 101 Aeropurtată (Asalt aerian) avea peste 200 de aeronave. Aceasta s-a redus la puțin peste 100 de aeronave odată cu inactivarea Brigăzii 159 de Aviație de Luptă în 2015, făcând-o să nu fie diferită în configurație față de celelalte divizii de infanterie ușoară ale Armatei. În 2019, rapoartele din presă au sugerat că armata lucra pentru a restabili capacitățile aviatice ale diviziei 101, astfel încât să poată reveni la ridicarea unei întregi brigade într-o singură operațiune de asalt aerian.
Sediul diviziei este la Fort Campbell, Kentucky. Mulți membri actuali ai diviziei 101 sunt absolvenți ai școlii de asalt aerian al armatei americane, aflată în același loc cu divizia. Școala este cunoscută ca având unul dintre cele mai dificile cursuri ale Armatei; doar aproximativ jumătate dintre cei care o încep o absolvă.

## Istorie
Divizia 101 Aeropurtată a fost creată în noiembrie 1918 în timpul Primului Război Mondial, la care nu a participat. Era atunci o unitate de mobilizare: în iunie 1921, Divizia 101 Infanterie era compusă în principal din recruți pentru serviciul federal și plasată într-o unitate de rezervă. După război, a devenit o divizie a Gărzii Naționale a Statelor Unite. Din 16 august 1942, devine o unitate aeropurtată.

### Al Doilea Război Mondial
În 1942, această divizie a devenit aeropurtată și era alcătuită din Regimentul 502 Infanterie Parașutiști și Regimentele 327 și 401 Aeropurtate (Regimentul Infanterie Planatoare) - echipate cu planoare. Este atașat, și astăzi, celui de-al XVIII-lea Corp Aeropurtat American.
La mijlocul lui august 1943, divizia a primit ordinul de a se stabili în Marea Britanie și a fost întărită cu regimentele 501 și 506 Infanterie Parașutiști. Astfel a luat parte la operațiunile de pe Frontul de vest din Europa. A participat la debarcarea în Normandia, Operațiunea Market Garden. S-a remarcat în apărarea orașului Bastogne în timpul Bătăliei de la Bulge. În noiembrie 1945, Divizia 101 Aeropurtată a fost desființată.

### Anii 1950-60
A fost reintrodusă în armata SUA în 1954. La sfârșitul anilor 1950, era o divizie experimentală cu cinci „grupuri de luptă” în loc de brigăzi și regimente.
În 1957, trupele Diviziei 101 au asigurat securitatea cetățenilor în timpul unei crize în orașul Little Rock, Arkansas.
Între 25 iulie și 28 iulie 1967, ea a participat la reprimarea revoltei din Detroit.

### Războiul din Vietnam

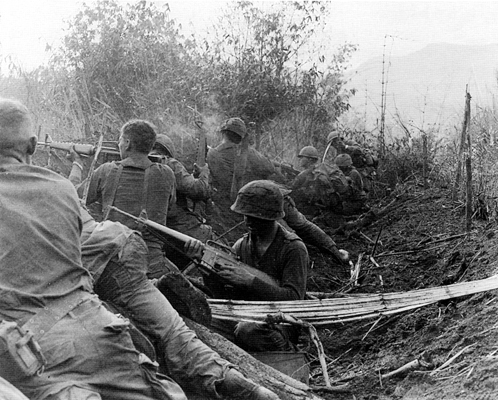

La mijlocul anilor 1960, Brigada 1 a fost desfășurată în Republica Vietnam, alături de restul diviziei în 1967. 
În șapte ani de lupte, ea a participat la 15 campanii, cea mai sângeroasă fiind bătălia din valea A Sầu.
Din mai 1969, parașutiștii Diviziei 101 nu au mai fost parașutați, ci transportați cu elicopterul pe versanții a ceea ce va deveni „Hamburger Hill”, deoarece luptele au fost sângeroase. După 15 zile de lupte, senatorul Edward Kennedy a declarat lupta lor inutilă. După multe zile de asalt, dealul a fost cucerit și apoi abandonat din motive strategice. Chiar dacă această bătălie nu a fost cea mai lungă și nici cea mai costisitoare din punct de vedere al pierderilor umane, a marcat foarte mult opinia publică americană (jurnaliștii de la fața locului au filmat în direct răniții grav).

### Războiul din Golf(1990-1991)
În timpul operațiunii Desert Storm, divizia nu a avut victime în rândurile sale în timpul misiunii sale, care a inclus neutralizarea forțelor irakiene cu care se confrunta.

### Războiul din Irak
Divizia 101 Aeropurtată a luat parte la invazia Irakului în martie-aprilie 2003. Divizia a luat orașele Karbala și Najaf, care se aflau departe de liniile trupelor americane, dar a continuat să reziste. După încheierea ostilităților active, părți ale diviziei 101 au servit în nordul Irakului (Mosul)  până la începutul anului 2004. Părți ale diviziei 101 au fost în serviciu de luptă în Irak pentru un alt mandat în 2005-2006.

### Operațiunea Atlantic Resolve
În iunie 2022, Statul Major al Diviziei 101 Aeropurtate (de asalt aerian) și grupul de luptă⁠(en)[traduceți] al Brigăzii a 2-a s-au rotat în misiunea Corpului V al Armatei SUA de a întări flancul estic al NATO și de a se angaja în exerciții multinaționale, cu parteneri de pe întreg continentul european, pentru a liniști aliații și a descuraja alte agresiuni rusee în perioada invaziei sale asupra Ucrainei. Soldații Diviziei 101 dislocați la Mihail Kogălniceanu în luna iunie 2022 nu au reprezentat forțe suplimentare americane dislocate în Europa, ci au luat locul Statului Major al Diviziei 82 Aeropurtate și grupului de luptă al Brigăzii 3 Infanterie a respectivei mari unități. În total, aproximativ 4700 de soldați din Divizia 101 Aeropurtată au fost programați să fie dislocați în locații din întreaga Europă. Este pentru prima oară după 78 de ani, când, Divizia 101 Aeropurtată a revenit în Europa.
La 30 iulie 2022, Statul Major al Divizia 101 Aeropurtate împreună cu grupul de luptă al Brigăzii a 2-a au efectuat o demonstrație de asalt aerian la Baza 57 Aeriană „Mihail Kogălniceanu”, împreună cu Brigada 9 Mecanizată „Mărășești” a Forțelor Armate Române. La eveniment au fost prezenți generalul-maior Joseph P. McGee și prim-ministrul României, Nicolae Ciucă.
La 21 octombrie 2022, Divizia 101 Aeropurtată a realizat o simulare de război cu Federația Rusă. Aproximativ 4.000 de soldați și comandanți superiori au fost trimiși în România.

## În cultura populară
Divizia 101 apare în filme ca Un pod prea îndepărtat (1977), Acvilele urlătoare (Screaming Eagles, 1956), Câmp de bătălie (Battleground, 1949), Salvați soldatul Ryan (1998), Hamburger Hill - Misiune sinucigașă (1987), Camarazi de război (2001), Vânătorul de cerbi (1978), Transformers: Fața ascunsă a Lunii (2011) și altele. Apare și în Ike: Ziua Z când un locotenent al diviziei raportează că Henry J. F. Miller a făcut comentarii în public despre data secretă a invaziei aliate a Normandiei în mai 1944. 
Participarea Diviziei 101 în cel de-al Doilea Război Mondial și Războiul din Vietnam se reflectă în jocurile de calculator: Call of Duty, Call of Duty: United Offensive, Band of Brothers , Conflict: Vietnam, Medal of Honor, Behind Enemy Lines: Assault 2 și altele.